# Henrique da Gama Barros
Henrique da Gama Barros (Encarnação, Lisboa, 23 de agosto de 1833 – Santa Catarina, Lisboa, 29 de agosto de 1925) foi um português formado em direito pela Faculdade de Direito da Universidade de Coimbra em (1854). 
Nasceu na freguesia da Encarnação, em Lisboa. Era filho do negociante João Manuel de Barros, natural de Arcos de Valdevez, e da proprietária Maria da Piedade da Gama Barros, natural de Peniche (freguesia da Ajuda).
A 30 de julho de 1856, casou no Palácio Palmela, em Lisboa, com Sofia Augusta da Fonseca, natural de Lisboa (São Paulo, Lisboa, c. 1826 – Santa Catarina, Lisboa, 10 de novembro de 1906), proprietária da Quinta do Conde, filha única de José Maria da Fonseca, fundador da casa de vinhos José Maria da Fonseca, natural de Nelas (freguesia de Vilar Seco), e de Maria Augusta Soares Franco Ferreira da Fonseca, natural de Castelo Branco. Foi testemunha do casamento o 2.º Duque de Palmela, D. Domingos de Sousa Holstein, amigo de José Maria da Fonseca.
Foi magistrado, administrador do concelho de Sintra desde 1857, governador civil do Distrito de Lisboa de 19 de outubro de 1876 a 11 de maio de 1877 e de 31 de janeiro de 1878 a 3 de janeiro de 1879, presidente do Tribunal de Contas e Par do Reino, para além de grande historiador do Direito e da Sociedade. Para o exercício de cargos políticos terá contribuído a influência política do sogro, José Maria da Fonseca. Foi apoiante de João Franco. Escreveu a monumental História da Administração Publica em Portugal nos séculos XII a XV (4 tomos publicados em Lisboa entre 1895 e 1922; 2.ª ed. Lisboa, Livraria de Sá da Costa, em 11 tomos: 1945-1954), com prefácio de Torquato de Sousa Soares, a qual continua a ser imprescindível para estudos de história das instituições e do direito, bem como para a história económica e social da Península Ibérica na Idade Média. Foi Juiz Conselheiro e 8.° Presidente do Tribunal de Contas de 27 de Julho de 1900 a 11 de Abril de 1911, depois da Implantação da República Portuguesa.
Morreu a 29 de agosto de 1925, vítima de pneumonia lobar, em sua casa, na Rua Fernandes Tomás, n.º 3, 1.º andar, freguesia de Santa Catarina, em Lisboa.